# 恩格尔巴赫河畔皮舍尔斯多夫
恩格尔巴赫河畔皮舍尔斯多夫是奥地利上奥地利州因河畔布劳瑙县的一个市镇。总面积33平方公里，总人口1644人，人口密度49.8人/平方公里（2005年）。